# 1955年12月14日日食
1955年12月14日日食是一次日環食，發生於1955年12月14日。新月當天（即朔日），地球上觀測到月球和太阳的角距離極小，此時月球如果恰好在月球交點附近，穿過太阳和地球之間，與地球、太阳接近一直線，則會出現日食。月球穿過太阳和地球之間，但距地球較遠，本影未能接觸地表，而使偽本影覆蓋的區域內看到月球的角直徑小於太陽，就形成日環食，同時在偽本影兩側數千公里的半影範圍內形成日偏食。此次日環食經過了法屬赤道非洲、利比亞、英埃蘇丹、衣索比亞、法屬索馬利蘭、英屬索馬利蘭、索馬利蘭託管地、英屬馬爾代夫、印度安达曼-尼科巴群岛、缅甸、泰国、柬埔寨、寮國、北越、南越、中國大陸、香港、臺灣、琉球列島，日偏食則覆蓋了欧洲東部、亚洲大部、非洲中東部及周邊部分地區。此次日環食是公元168年12月17日至3080年1月14日的29個多世紀中持續時間最長的一次。

## 日食概況

### 出現區域
法屬赤道非洲（今屬乍得的部分）和利比亞交界處在日出時最先看到日環食，隨後月球偽本影向東南經過非洲東部，進入印度洋，在塔環礁以西約80公里的洋面達到最大食分。此後偽本影旋即覆蓋了英屬馬爾地夫的部分島嶼，並逐漸轉向東北，跨過孟加拉灣南部並覆蓋了印度遠離本土的安达曼-尼科巴群岛的部分島嶼後斜貫中南半島，擦過中國南海沿岸、香港東南角，覆蓋了臺灣絕大部分和琉球群岛中先島群島的部分島嶼後在日落時分結束於水納島西北約40公里的东海海面。其中，偽本影覆蓋了泰国首都曼谷，英埃蘇丹喀土穆（今苏丹首都）、法屬索馬利蘭吉布地市（今吉布提首都）、英屬索馬利蘭哈爾格薩（今未受普遍承認的索马里兰首都）等首府，及中華民國的實際首都臺北。
偽本影經過的陸地包括：
- 法屬赤道非洲：今乍得博爾庫區東北部和恩內迪區北部；
- 利比亞王國：庫夫拉省南部；
- 英埃蘇丹：今屬蘇丹的北达尔富尔州北部、北方州南部、北科爾多凡州北部、尼羅州南部、喀土穆州、白尼羅州北部、傑濟拉州、卡薩拉州南部、加達里夫州、森納爾州北半部；
- 埃塞俄比亚帝国：今仍屬埃塞俄比亚的提格雷州除東北部外的大部、阿姆哈拉州中北部、阿法爾州除南北兩側外的大部、索馬利亞州北部、奧羅米亞州東北角、德雷達瓦市、哈勒爾州，和今屬厄立特里亚的加什-巴爾卡區南部、南紅海區極南端邊境及該州與今埃塞俄比亚和吉布提交界處極小一角；
- 法屬索馬利蘭：今吉布提除塔朱拉州北端邊境和奧博克州中北部外的大部；
- 英屬索馬里蘭：今索马里被索马里兰控制區域的薩納格州西南半部及其西南各地；
- 索馬利蘭託管地（英语：Trust Territory of Somaliland）：今索马里穆杜格州北半部、努加爾州、巴里州南部；
- 英屬馬爾地夫：今马尔代夫北至南阿里環礁南部和瓦夫環礁、南至胡瓦杜環礁（英语：Huvadhu Atoll）北部的各島；
- 印度安达曼-尼科巴群岛：北至小安達曼島南半部、南至卡徹爾島和楠考里島的各島；
- 緬甸聯邦：德林達依省除南北兩側外的大部；
- 泰國：拉廊府北部、春蓬府北部、尖竹汶府除東南角外的大部、桐艾府北部及其以北，北碧府南部、素攀武里府中南部、信武里府中南部、華富里府除北部外的大部、碧差汶府南端、猜也奔府南部、坤敬府南部、瑪哈沙拉堪府除北端外的大部、加拉信府中南部、色軍府東南部、那空拍儂府南部及其以南的部分；
- 柬埔寨王国：馬德望省除南部外的大部（含今拜林市和班迭棉吉省）、暹粒省中北部（含今奧多棉吉省）、上丁省西北部（今柏威夏省西北半部和上丁省極西北角）；
- ：占巴塞省除東南部外的大部、沙拉灣省、沙灣拿吉省、甘蒙省南半部、阿速坡省西北半部、塞公省；
- 北越：今越南廣平省除西北角外的大部和河靜省東南角；
- 南越：今越南廣治省、承天省（今順化市）、廣南省西北部（含今峴港市）、崑嵩省極北端；
- 中华人民共和国：广东省的海南岛除西北海岸外的絕大部分（今屬海南省）、徐聞縣羅斗沙及該省東部海岸，福建省最南部的龍溪專區（今漳州市）南端海岸；
- 英屬香港：香港島東南端、蒲台群島、東龍洲南部、果洲群島；
- 中華民國：所轄全境（含東沙群島）除金門、馬祖列島、南沙群島外的絕大部分；
- 琉球列島：八重山群島、多良間島、水納島，及今有主權爭議的釣魚臺列嶼。[3][4]

除了上述狹窄的環食帶內能看到日環食之外，月球半影覆蓋範圍內都能看到日偏食，包括中欧東南部、南欧東半部、东欧除苏联北部和西北部沿海（今俄罗斯北部和西北部、愛沙尼亞全境、拉脫維亞中西部、立陶宛中西部）外的大部、北非中東部、西非東部、中非除西南端外的大部、东非除西南端外的大部、新幾內亞西北部，及亚洲除中國東北端邊境地區、日本中北部、苏联東北半部（今屬俄罗斯）外的大部。

### 基本參數
由於地球位於近日點附近，月球位於远地点附近，該次日環食的環食帶較寬，持續時間長，食分小（日月視直徑差異大，表現為太阳被遮掩後看到的「環」較粗）。在環食帶的中心點（與持續時間最大的地點稍有些距離），偽本影在地面覆蓋了345.8公里，日環食持續了12分9.2秒。這是公元168年12月17日以來持續時間最長的日環食，且在此之後直到3080年1月14日才會有同樣持續12分9秒的日環食發生。而在公元前4000年至公元6000年間的23740次日食中日環食有7881次，但只有3次的持續時間比這更長。
- 類型：日環食
- 食甚中心處（位於英屬馬爾地夫塔環礁以西約80公里的印度洋）資料：
  - 時間：1955年12月14日7:01:53.7
  - 地點：2°5.0′N 72°12.5′E / 2.0833°N 72.2083°E
  - 食分：0.9176（環食帶內最大）
  - 日環食持續時間：12分9.2秒

## 觀測
位於美国华盛顿哥伦比亚特区喬治城的喬治城大學天文台和美國空軍組成的聯合觀測隊在世界多地觀測了此次日環食。其中在英埃蘇丹喀土穆，日出時日偏食階段已開始，日環食發生在日出後不久，觀測隊測量了天頂距在80°至90°之間的折射大小。

## 相關的日食

### 1953-1956年的日食
月球交替位於相對的月球交點時，以半個交點年（食年），即約177天又4小時間隔出現下列日食。
註：1953年2月14日和1953年8月9日的日偏食屬於上一組交點年系列。
| 降交點   | 降交點                   |          | 升交點                   | 升交點 |
| 沙羅周期 | 地圖                     | 沙羅周期 | 地圖                     |        |
| 116      | 1953年7月11日 偏食（北） | 121      | 1954年1月5日 環食        |        |
| 126      | 1954年6月30日 全食       | 131      | 1954年12月25日 環食      |        |
| 136      | 1955年6月20日 全食       | 141      | 1955年12月14日 環食      |        |
| 146      | 1956年6月8日 全食        | 151      | 1956年12月2日 偏食（北） |        |

### 沙羅周期
沙羅周期長度為18年11天。本次日食屬於沙羅週期141，共包含70次日食，依次為1613年5月19日至1721年7月24日的7次日偏食、1739年8月4日至2460年10月14日的41次日環食、2478年10月26日至2857年6月13日的22次日偏食，總共歷時1244.08年。本周期並無日全食。
下表列舉了1901年至2100年間發生的屬於該周期的日食，是第17至28次：
| 17             | 18             | 19            |
| -------------- | -------------- | ------------- |
| 1901年11月11日 | 1919年11月22日 | 1937年12月2日 |
| 20             | 21             | 22            |
| 1955年12月14日 | 1973年12月24日 | 1992年1月4日  |
| 23             | 24             | 25            |
| 2010年1月15日  | 2028年1月26日  | 2046年2月5日  |
| 26             | 27             | 28            |
| 2064年2月17日  | 2082年2月27日  | 2100年3月10日 |

## 資料來源
1. ↑  樊忠玉. . 中国天文科普网.   [2016-04-14]. （原始内容存档于2014-09-17）.
2. 1 2 3  Fred Espenak. . NASA Eclipse Web Site.   [2016-04-14]. （原始内容存档于2020-10-25）.（英文）
3. ↑  Fred Espenak. . NASA Eclipse Web Site.   [2016-04-14]. （原始内容存档于2020-10-23）.（英文）
4. ↑  Xavier M. Jubier. .   [2016-04-14]. （原始内容存档于2016-10-25）.（法文）（英文）
5. ↑  Fred Espenak. . NASA Eclipse Web Site.   [2016-04-14]. （原始内容存档于2008-08-29）.（英文）
6. ↑  . NASA Eclipse Web Site.   [2016-04-14]. （原始内容存档于2019-06-10）.（英文）
7. ↑  DE KORT, JULES. . GEORGETOWN COLL WASHINGTON D C OBSERVATORY. 1960-09-30  [2016-04-19]. （原始内容存档于2016-04-28）.（英文）
8. ↑  Fred Espenak. . NASA Eclipse Web Site.（英文）

## 外部連結
- NASA日食專頁（页面存档备份，存于）（英文）
- 可見區域圖和時間統計：由弗雷德·埃斯佩纳克做出的日食預報，NASA/GSFC
  - Google互動地圖呈現的日食範圍
  - 貝塞爾元素
- Google地圖顯示的日環食和日偏食範圍（页面存档备份，存于）（法文）（英文）
- 懷念的高雄市古早老照片（页面存档备份，存于），其中該次日環食拍攝於苓雅寮

| \| \| 日食 \|                             |                               |                                          |
| 上一次日食： 1955年6月20日日食 （日全食） | 1955年12月14日日食 （日環食） | 下一次日食： 1956年6月8日日食 （日全食） |
| 上一次日環食： 1954年12月25日日食         | 1955年12月14日日食 （日環食） | 下一次日環食： 1957年4月30日日食         |
|                                           | 日食                          |                                          |